# Oude Buyshaven

Havens in Enkhuizen omstreeks 1650. De Oude Buyshaven is nummer 7, helemaal aan de westkant van Enkhuizen.

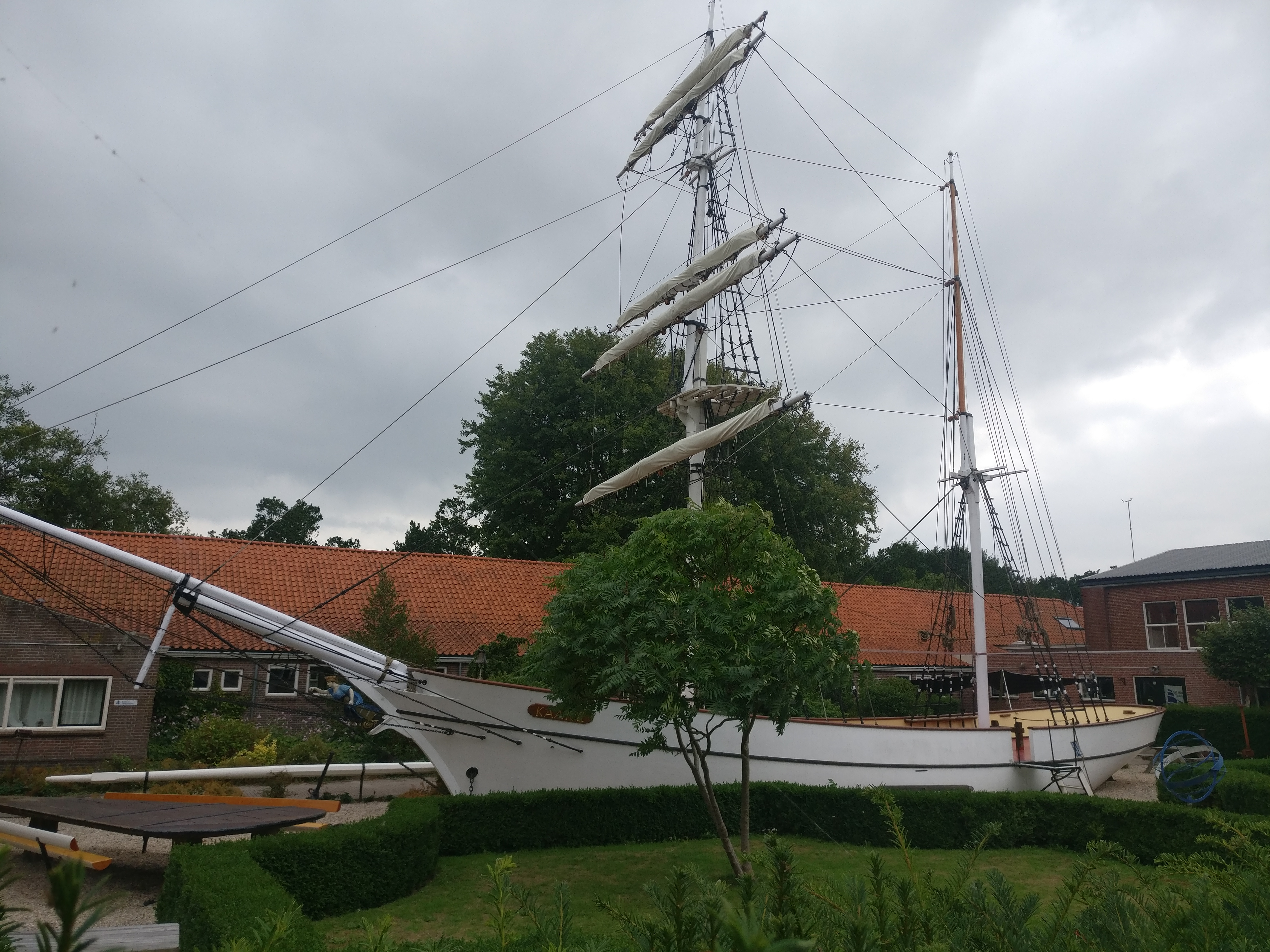
De Kaatje uit 1935, het oefenschip van de Enkhuizer Zeevaartschool op de plek van de Oude Buyshaven

De Oude Buyshaven is een gedempte haven in de Noord-Hollandse plaats Enkhuizen. De haven werd gegraven tussen 1590 en 1593, tijdens de grote stadsuitbreiding van Enkhuizen. De naam is een verwijzing naar de haringbuizen, de schepen waarmee op de Noordzee naar haring werd gevist. De haringvangst was een belangrijke pijler van de economie van Enkhuizen in die tijd.
De haven lag ten westen van de Nieuwe Haven en werd in de 19e eeuw gedempt. Het vrijgekomen terrein wordt nu begrensd door de Admiraliteitsweg, de Cromhoutstraat, de Kuipersdijk en de Korte Tuinstraat. Op het terrein bevindt zich de Enkhuizer Zeevaartschool.